# Новий Калуш (мікрорайон)
Нови́й Ка́луш (суржиково «Пасьолак») — найбільший житловий масив Калуша, охоплює житлову забудову на лівому березі річки Сівка (на північному заході міста). Найзаселеніший мікрорайон Калуша.

## Перелік вулиць району

### По праву сторону від центральної осі Нового Калуша (проспект Лесі Українки -вулиця Богдана Хмельницького)
- бульвар Незалежності
- Євшана
- Руська
- Белея
- Срібняка
- Вітовського
- Героїв України
- Січових Стрільців
- Чайковського
- Тисовського
- Стуса
- Литвина
- Молодіжна
- Мостиська
- Глібова
- Лемківська[1]
- Гонти
- Верховинська
- Івасюка
- Антонича

### По ліву сторону від центральної осі Нового Калуша
- Біласа-Данилишина[2]
- Павлика
- Тіниста
- Пчілки
- Малицької
- Драгоманова
- Ринкова
- Хіміків
- Коновальця
- Тихого
- Будівельників
- Фінська[3]
- Марченка
- Космонавтів
- Об'їзна[4]

## Історія району
З'явився даний район Калуша внаслідок включення населеного пункту Новий Калуш у склад міста 1 січня 1925 року і одна з вулиць приєднаного поселення отримала назву Новий Калуш (тепер — вулиця Вітовського). Новий Калуш кількаразово перевищував за площею територію міста і поділявся на ряд мікрорайонів, назви більшості з яких на сьогодні втратили своє значення через докорінну зміну забудови. 
Німецьке поселення (колонію) Новий Калуш було засновано в 1784 році біля Калуша на лівому березі річки Сівка — на відміну від Калуша і Бані, землі яких знаходились винятково на правому березі Сівки. Спеціалізувалося поселення на видобутку солі. Початково колонія з'єднала Калуш із селом солеварів Банею, надалі забудова поширювалась на всій площі.  
У травні 1804 року під час поглиблення шахти біля Бані були знайдені так звані «гіркі» солі — каїніт та сильвініт. У 1867 році було засноване акціонерне товариство для розробки калійних родовищ і за два роки в Калуші збудували фабрику для переробляння калійних руд на нинішній вулиці Фабричній. До фабрики було прокладено залізничну гілку. У 1881 році в Новому Калуші проживало 577 жителів.
Далі за солеварами будувалися землероби і таким чином уже до Першої світової війни аж до нинішніх західних меж житлової забудови міста лежали квартали розлогих садиб землеробів з належними їм нивами і сіножатями. У липні 1904 р. згоріли 40 селянських обійсть і 60 житлових будинків, але за пару років забудова відновлена. За переписом 1910 року було 762 мешканці, до статистики включені всі території нинішньої лівобережної частини міста.
Відбудувався Новий Калуш після руйнувань і пограбування росіянами у Першій світовій війні, а з 1 січня 1925 року включений до складу Калуша (внаслідок одночасної появи однойменної вулиці часом виникали непорозуміння). З новою світовою війною прийшли нові біди. Спершу на зламі 1939-1940 років змушені були полишити рідні домівки 102 родини німців і виїхати до Вартеґав (решту німців у 1945 році виселили в Казахстан), далі пішли репресії проти українців і поляків, потім були німецька окупація та повернення радянських окупантів.
У 1947 році землеробів-калушан примусово загнали у новостворений колгосп імені Жданова і на території Нового Калуша розмістили його підрозділи. Після прийняття в 1960 році рішення про розвиток хімічного виробництва цей район міста був забудований багатоповерхівками (зі знесенням садибної і господарської забудови) та заселений приїжджими робітниками. Для них радянська пропаганда вигадала міф про побудову району на «болотах і багнах» і поширювала його на сторінках газет і краєзнавчих книг. Навіть доволі слушна для цього міфу назва «Новий Калуш» була піддана забороні та замінена суржиковим покручем «Пасьолак». Садибна забудова частково збереглася на різних окраїнах району: північній — вулиці Мостиська, Глібова, Антонича, Лемківська; східній — Руднєва, Чайковського, Вітовського, Бобинського, Срібняка, Белея, Руська; південній — Гоголя, Олени Пчілки, Павлика, Тіниста; західній — Космонавтів, Фінська, Марченка. Висотна забудова зараз триває на бульварі Незалежності та проспекті Лесі Українки.
Злочинне затоплення водою (замість насичених соляних розчинів) шахтних виробіток наприкінці 1970-х спричинило карстову загрозу для цього району міста, яка почалася з провалля 1986 року на вулиці Пархоменка (нині — Вітовського).

## Сьогодення
В південній частині району (проспект Лесі Українки, бульвар Незалежності, вулиця Євшана) генеральним планом міста передбачено новий центр ділового життя. І нове обличчя міста перебуває у формуванні, оскільки забудова тут триває.
В ході кампаній декомунізації та деколонізації перейменували вулицю Пушкіна — на вулицю Героїв України, а вулицю Чайковського — на вулицю Юлії Ганущак, також продовжено вулицю Вітовського та надано нову нумерацію будинкам, які знаходились на колишніх вулицях Менделєєва та Рилєєва.

## Спортивні і культурні заклади
Палац культури «Юність», стадіон «Хімік», плавальний басейн «Посейдон», ДЮСШ «Сокіл», бібліотеки.